# Ministrowie spraw wewnętrznych Południowej Afryki
Ministrowie spraw wewnętrznych Republiki Południowej Afryki (af. Ministers van Binnelandse Sake, en. Ministers of Home Affairs)

## Lista ministrów
- 1910–1912: Jan Smuts
- 1912–1913: Abraham Fischer
- 1915–1915: Hendrik Schalk Theron
- 1917–1921: Thomas Watt
- 1921–1924: Patrick Duncan
- 1924–1933: Daniel F. Malan
- 1933–1936: Jan Hendrik Hofmeyr
- 1936–1939: Richard Stuttaford
- 1939–1943: Harry Gordon Lawrence
- 1943–1948: Charles Francis Clarkson
- 1948–1948: Harry Gordon Lawrence
- 1948–1958: Theophilus Ebenhaezer Dönges
- 1958–1961: Jozua François Naudé
- 1961–1966: Johannes de Klerk
- 1966–1968: Pieter Mattheus Kruger Le Roux
- 1968–1970: Lourens Muller
- 1970: Marais Viljoen
- 1970–1972: Theo Gerdener
- 1972–1978: Connie Mulder
- 1978–1980: Alwyn Schlebusch
- 1980–1982: Chris Heunis
- 1982–1985: Frederik Willem de Klerk
- 1985–1989: Stoffel Botha
- 1989–1992: Gene Louw
- 1992–1993: Louis Pienaar
- 1993–1994: Danie Schutte
- 1994–2004: Mangosuthu Buthelezi
- 2004–2009: Nosiviwe Mapisa-Nqakula
- 2009–2014: Nkosazana Dlamini-Zuma
- od 2014: Malusi Gigaba